# 熊尚文
熊尚文，字益中，号思城，江西丰城县人。明朝政治人物。

## 生平
萬曆十三年（1585年）乙酉科江西乡试第一名举人。万历二十三年（1595年）乙未科會試第二百四十三名，廷試三甲第一百四十二名进士，兵部觀政，四月授河南汝宁府推官，二十九年八月升刑部河南司主事，改禮部主事，升员外郎，三十四年十一月升福建提学佥事，三十八年二月升浙江右参议兼佥事，四十三年七月升尚寶司卿，四十六年八月与礼部员外郎朱彩主考河南鄉試。光宗继位，升太常寺少卿，再升都察院右佥都御史、巡抚湖广兼提督军务，天啓元年八月升左佥都御史协理院事，以皇陵完工，加三品服俸。二年二月官至工部右侍郎。三年閏十月广西道御史宋师襄弹劾其病魔缠绵，遂乞致仕。
督学湖广期间，江夏贺逢圣、熊廷弼皆得其赏识。